# La vie en rose (film)
La vie en rose (în română Viața în roz) este numele englez (sub care filmul este distribuit în România) al filmului francez La Môme, care prezintă viata cântareței Edith Piaf. Titlul englezesc este numele celui mai cunoscut câantec al său. Titlul original înseamnă „Copilul”, deoarece Piaf a fost caunoscută ca La Mome Piaf sau Copilul Sparrow. Filmul a câștigat două Oscaruri, patru BAFTA, cinci Cesars, trei Czech Lion și Globuri de Aur. Pentru performanța sa în rolul Piaf, Marion Cotillard a devenit prima actriță franceză care a câștigat un Oscar pentru un rol în limba natală.

## Intrigă
Filmul o prezintă pe larg seriile de evenimente din viata lui Edith Piaf. Începe cu câteva amintiri ale cântăreței, prezentând copilăria acesteia.